# Éditions Tokebi
Tokebi est un label de l’éditeur SEEBD spécialisé dans le manhwa (manga coréen).
Les publications du label ont été interrompues à la suite de la faillite des éditions SEEBD en 2008. La société d'édition Samji reprend une partie des titres de la collection.

## Mangas publiés
Séries en cours :
- Tokebi génération
- Archlord
- Banya
- Chonchu
- Demon King
- Dragon Hunter
- Fairies' Landing
- Les Ailes du Phénix
- Metal Heart
- P.K.
- Priest
- Ragnarök into the abyss
- Rebirth
- Sabre & Dragon
- Sirius
- Yongbi
- Yureka
- Zero

Séries terminées :
- +Again
- A.I Hunter
- Adrenalin
- Amiral Yi Sun Shin
- Café Occult
- Dark Striker
- Eternity
- G-School
- High School
- Hunter
- Knight Gunner
- Last Fantasy
- Le Chant des Morts
- Le Sabre du démon
- Metal Brain 109
- Omega
- Pandemonium
- Phantom
- ReCast
- Wild School
- Zero Taker